# Dead Effect
Dead Effect je česká akční videohra z roku 2013. Jedná se o prvotinu týmu inDev Brain. Hra byla původně určena pro IOS a Android, ale v roce 2014 vyšla i PC verze.

## Příběh
Hráč se ujímá postavy (na výběr je Gunnar Davis a Jane Frey), která se probouzí z hibernace a zjišťuje, že posádka vesmírné lodi ESS Meridian je, v důsledku neúspěšného pokusu, po smrti a loď je plná nemrtvých. Na cestě lodí hráč pomáhá postava tajemného doktora Wagnera.

## Hratelnost
Hra je klasickou FPS střílečkou, kdy je cílem hráče se dobojovat na konec levelu. Ve hře je poměrně velký výběr zbraní, které lze upgradovat za peníze, jež hráč sbírá. Hráč se také naučí používat bullet-time, který mu umožní zpomalit čas. Lze narazit na různé druhy nepřátel. Kromě těch klasických i na velké nepřátele, kteří vydrží více a nebo na nepřátele, kteří po hráči plivou nakaženou krev.
Kromě klasické příběhové kampaně je zde i survival mód, kde se hráč snaží přežít po určitý čas a zabít co nejvíce nepřátel.

## Přijetí
Hra obdržela většinou kladná hodnocení. Hra byla chválena hlavně pro svoji hratelnost, grafiku a atmosféru. Na druhou stranu však obdržela kritiku pro svůj příběh, repetitivnost a nedostatek inovace.